# Lycaena infrapallida
Lycaena infrapallida är en fjärilsart som beskrevs av Ruggero Verity 1946. Lycaena infrapallida ingår i släktet Lycaena och familjen juvelvingar. Inga underarter finns listade i Catalogue of Life.